# Vila Velha
Vila Velha là một thành phố của Brasil. Thành phố Vila Velha thuộc bang Espírito Santo. Thành phố Vila Velha có diện tích 208,82 km2, dân số năm 2010 theo ước tính của Viện địa lý và Thống kê là 413.548 người.
Thành phố Vila Velha tạo thành một phần của vùng đô thị Đại Greater Vitoria Phía Bắc là Vitoria, Cariacica phía tây và Viana, Guarapari phía nam và phía đông Đại Tây Dương.
Công ty đáng chú ý trong Vila Velha Garoto, một trong những nhà sản xuất sô cô la lớn nhất của Brazil.
Vila Velha đã trải qua nhiều năm phát triển nhanh chóng bất động sản và một số tòa nhà sang trọng bây giờ là một cảnh phổ biến ở tất cả các bãi biển chính của nó. Một số nhà phê bình lập luận rằng thực hành này có thể được coi là dư thừa đô thị hóa của một khu vực hồ sơ cá nhân trước đây thấp, bất chấp lợi ích kinh tế.
Cầu ông Darcy Castelo de Mendonca, được gọi là cầu thứ ba (tiếng Bồ Đào Nha: Terceira Ponte), là cây cầu cao thứ hai tại Brazil, kết nối và giảm khoảng cách giữa các thành phố Vila Velha và Vitoria.